# Galka
ВАЛК-1 «Galka» (англ. WALK-1 Galka)  — це поновлена модель безпілотного авіаційного комплексу Валькірія, створена для розвідки та коригування артилерійського вогню. Galka забезпечує Збройні сили України сучасними можливостями ведення повітряної розвідки, відеоспостереження та моніторингу.

## Використання
Galka обладнаний високоточними сенсорами та системами навігації, що дозволяє йому виконувати завдання в умовах активних бойових дій. Його основні функції включають:
- Розвідка: Збір даних про розташування ворога та оцінка ситуації на полі бою.[3]
- Коригування вогню: Використання даних для підвищення точності артилерійських ударів.

### Вартість
Приблизна вартість одного комплексу (два БПЛА) складає близько 1.100.000 гривень (станом на 2024 рік).

## Склад коплексу
- Два безпілотних летальний апарати.
- Кейс з батареями, кабелями, зарядними пристроями, тестерами та іншим.
- Кейс з інструментами та запасними деталями.
- Підставки під щогли.
- Наземне обладнання.
- Антени.
- Щогли телескопічні.

## Наземне обладнання
Обладнання назменого посту складається з ноутбука зі спеціальним програмним забезпеченням для прокладання місії та керування літаком, 
телевізору – для перегляду відео, антен відео- і телеметричного каналів зв’язку, щогл з підставками для антен.

## Характеристики та особливості[2][1]
Особливості
- може летіти більше двох годин без підзарядки;
- має онлайн-відеотрансляцію;
- має програму управління QGroundControl замість Mission Planner;
- можливість польоту без GPS;
- бортовий комп’ютер Raspberry Pi та багато іншого;

Характеристики
- розміри — 1600 мм/730 мм;
- злітна вага — 3,7 кг;
- крейсерська швидкість — 60 км/год;
- тривалість польоту — 120+ хв;
- радіус дії телеметричного та відеосигналу — 45 км;
- зліт — автоматичний, за допомогою леєра;
- посадка-автоматична, по літаковому;
- система навігації — GPS, автопілот з інерційною системою;
- силова установка — безколекторний електричний двигун;
- матеріал планера — EPP, каркас з карбону, композит;
- система енергоживлення — літій-іонні акумулятори ємністю до 30 000 мАг;
- кліматичні умови — всепогодність;
- обігрів трубки Піто.

## Оператори та застосування

Вигляд БпЛА ВАЛК-1 «Galka»

Galka має активне застосування у Збройних Сил України, Національної гвардії, та у багатьох підрозділах та батальонах та застосовується з 2022 року . 
Ініціатива «Unite with Ukraine» Світового Конґресу Українців передала 18 комплексів БПЛА Галка для Сил Оборони.
Збір Sevgil Hayretdın Qızı Musaieva та Mykhailo Tkach для фонду Крила Справедливості на покупку БПЛА "ВАЛК-1 Галка" для 153 ОМБр.
Бурштинська міська рада передала військовим безпілотний авіаційний комплекс «ВАЛК-1 Galka».